# Сузана Секуловска
Сузана Секуловска (на македонска литературна норма: Сузана Секуловска) е учителка и политик от Северна Македония.

## Биография
Родена е на 21 февруари 1973 година в град Берово, тогава в Социалистическа федеративна република Югославия. Завършва Педагогическия факултет на Скопския университет. Работи в Инспектората по образованието.
В 2014 година е избрана за депутат от ВМРО – Демократическа партия за македонско национално единство в Събранието на Република Македония.